# Stratov
Stratov település Csehországban, a Nymburki járásban. Stratov Ostrá, Kostomlaty nad Labem, Lysá nad Labem és Milovice településekkel határos. Lakosainak száma 730 fő (2024. január 1.).

## Népesség
A település lakosságának változását az alábbi diagram mutatja:
| Lakosok száma | 498  | 620  | 609  | 533  | 447  | 486  | 565  | 619  | 640  | 730  |
|               | 1869 | 1900 | 1921 | 1961 | 1980 | 2011 | 2016 | 2019 | 2021 | 2024 |